# Царичин-Град
Цари́чин-Град (серб. Царичин град / Caričin grad) — современное название развалин византийского города Юстиниана-Прима, расположенного в южной Сербии недалеко от города Лесковац, в 45 километрах от Ниша. Город существовал с 535 до 615 года, когда он был разрушен аварами и был последним значительным городом, основанным римлянами в Иллирии. Тщательно спланированный, сочетающий в своей архитектуре римские и раннехристианские элементы, его называют идеальным византийским городом.

## История
Город был основан Юстинианом I в 535 году недалеко от места его рождения, идентифицируемого рядом с современной деревней Таор рядом со Скопье и был специально спроектирован, как будущая епископская резиденция и центр префектуры претория. Придворный историк Юстиниана Прокопий Кесарийский так описывает этот город:
В области европейских дарданов, которые живут за пределами Эпидамна, рядом с укреплением, которое называется Бедерианы, есть местечко по имени Таурисион. Здесь увидел свет император Юстиниан, строитель всей вселенной. ...Возле этого местечка он выстроил замечательный город и дал ему название «Юстиниана Прима» (а на латинском языке это слово обозначает «первая»). Он выстроил здесь и водопровод, в изобилии снабдив город вечнотекущей водой. Много других щедрот, заслуживающих подробного рассказа, проявил он к поселившимся в этом городе. Нелегко перечислить все воздвигнутые им божьи храмы, невозможно передать на словах о всех правительственных учреждениях, о величине галерей, о красоте площадей, описать все фонтаны, улицы, бани, все торговые помещения. Говоря коротко, город стал большим, многолюдным, богатым во всех отношениях, таким, что он мог стать столицей этой области: он и получил это высокое звание. Кроме того, ему досталось на долю быть местом жительства архиепископа Иллирии, так как все другие города уступали этому городу, как первому по величине; таким образом, он со своей стороны служил возвеличению славы императора.«О постройках», IV, 1, 17-27
Город был построен в смешанном классическом и христианском стиле — термы, форум и колоннады сосуществуют с церквями и базиликами. В 545 году была выпущена 131-я новелла, установившая здесь архиепископскую кафедру. Значение города также видно по последующей переписке императоров с папой Григорием Великим.

## Раскопки
После разрушения города память о его местонахождении была утрачена. Руководствуясь не вполне точными указаниями Прокопия, местоположение города различные исследователи относили к современным городам Скопье или Охрид. Эти взгляды были подвергнуты критике английским археологом Артуром Эвансом.
Современные исследователи помещают Юстиниану-Приму в окрестностях Царичин-Града. Данное отождествление пока остаётся гипотетическим, так как еще не найдено ни одного эпиграфического документа, однако большое количество косвенных свидетельств подтверждают это: в частности, не найдено объектов, выходящих за границы периода с 530-х по 620-е годы; географическое положение не противоречит источникам.
Среди других древних городов Балканского полуострова, возникших в основном во времена Римской империи, Юстиниана-Прима уникальна тем, что это единственный относительно крупный город, построенный со времён Тетрархии и позволяющий исследовать ранневизантийский урбанизм.
С 1912 года на развалинах Юстинианы ведутся раскопки. На территории в 4,55 гектара были обнаружены остатки моста, акведука, укрепленного акрополя с базиликой и дворцом, городского поселения с жилыми и торговыми зданиями, базиликальными и триконховыми церквами, остатками фресок и мозаик, архитектурными фрагментами. Круглая центральная площадь города расположена на пересечении двух главных прямых улиц.
В 1979 году Царичин-Град был включён в список Археологических объектов особой важности Сербии.

## Постройки и структуры
К настоящему времени выявлены большинство важных объектов города. Расположенный на возвышенности в северо-восточной части города, акрополь занимает площадь примерно 1 гектар и окружён крепостной стеной неправильной формы, имеющей единственные ворота на востоке. Единственная улица акрополя с обеих сторон огорожена портиками. В южной части акрополя расположена епископская базилика, в северной ансамбль из трёх зданий, условно называемых «епископский дворец».
Верхний город, в состав которого входит акрополь, также окружён стеной и разделён двумя улицами на четыре квартала неравной величины. Пересечение этих улиц отмечает центральную площадь города диаметром 22 метра.
Нижний город, стены которого продолжают стены Верхнего, занимает площадь примерно в 3 гектара. Его главная улица проходит с севера на юг и окружена портиками и колоннадами.